# Liga Nicoleña de Fútbol
La Liga Nicoleña de Fútbol es una liga regional de fútbol de la ciudad de San Nicolás de los Arroyos, en la Provincia de Buenos Aires, en Argentina.
Su fundación fue el 21 de octubre de 1927. Los máximos ganadores del torneo son Defensores de Belgrano de Villa Ramallo con 21 palmares y el Club Social y Deportivo La Emilia con 20. Su jurisdicción comprende a los partidos bonaerenses de San Nicolás de los Arroyos y Ramallo.

## Historia
Fue fundada un 22 de octubre de 1927.
El primer presidente fue el Profesor Américo R. Varela, rector del Colegio Nacional. Además estaban presentes Sportivo Nicoleño (Rizzo y Alfredo Tallón), Lavalle (Ricardo Gómez), 12 de Octubre (A. Martínez y Juan Ardohain), Conesa (Dr. Julio Gallo y Armando Carignano), Belgrano (Eduardo Méndez y Daniel Lacomba), Riberas de Paraná (R. Peralta y Tallarico), La Emilia (Salvador J-. Córdova y Mario Amarilla) y Estudiantes (D´Angelo y Loza). 

## Equipos participantes
| Equipo                         | Escudo |
| ------------------------------ | ------ |
| Paraná (San Nicolás)           |        |
| Social (R)                     |        |
| Matienzo (R)                   |        |
| 12 de Octubre                  |        |
| Conesa                         |        |
| Belgrano (San Nicolás)         |        |
| Club Somisa (Club del Acuerdo) |        |
| Regatas (San Nicolás)          |        |
| Los Andes (VR)                 |        |
| Defensores (VR)                |        |
| La Emilia                      |        |
| General Rojo                   |        |
| Argentino Oeste Fútbol Club    |        |
| El Fortín                      |        |
| Fútbol San Nicolás             |        |
| San Martín de Pérez Millán     |        |

## Todos los campeones[2]
- 1928: Lavalle.
- 1929: 12 de Octubre.
- 1930: La Emilia.
- 1931: Lavalle.
- 1932: La Emilia.
- 1933: Conesa FC.
- 1934: Lavalle.
- 1935: Estudiantes (Villa Constitución).
- 1936 y 1937: No se disputó.
- 1938: General Rojo.
- 1939: Lavalle.
- 1940: La Emilia.
- 1941: La Emilia.
- 1942: Independiente (Villa Ramallo).
- 1943: La Emilia.
- 1944: La Emilia.
- 1945: La Emilia.
- 1946: La Emilia.
- 1947: La Emilia.
- 1948: Sportivo Nicoleño.
- 1949: El Fortín.
- 1950: La Emilia.
- 1951: Teatro Municipal.
- 1952: No se disputó.
- 1953: La Emilia.
- 1954: Atlético Paraná.
- 1955: Independiente (Villa Ramallo).
- 1956: Teatro Municipal.
- 1957: La Emilia.
- 1958: Argentino Oeste.
- 1959: Atlético Paraná.
- 1960: Atlético Paraná.
- 1961: Atlético Paraná.
- 1962: Cabotaje.
- 1963: Cabotaje.
- 1964: Atlético Paraná.
- 1965: No se disputó.
- 1966: Teatro Municipal.
- 1967: La Emilia.
- 1968: Teatro Municipal.
- 1969: Atlético Paraná.
- 1970: Atlético Paraná.
- 1971: Teatro Municipal.
- 1972: Atlético Paraná.
- 1973: Atlético Paraná.
- 1974: Teatro Municipal.
- 1975: Protto Hnos.
- 1976: Atlético Paraná.
- 1977: La Emilia.
- 1978: Defensores (Villa Ramallo).
- 1979: Defensores (Villa Ramallo).
- 1980: Defensores (Villa Ramallo).
- 1981: Social (Ramallo).
- 1982: Regatas.
- 1983: Defensores (Villa Ramallo).
- 1984: Defensores (Villa Ramallo).
- 1985: Argentino Oeste.
- 1986: Argentino Oeste.
- 1987: Defensores (Villa Ramallo).
- 1988: Defensores (Villa Ramallo).
- 1989: Argentino Oeste.
- 1990: UOM.
- 1991: Somisa.
- 1992: AP: Argentino Oeste / CL: Argentino Oeste.
- 1993: Defensores (Villa Ramallo).
- 1994: AP: Social (Ramallo) / CL: Social (Ramallo).
- 1995: AP: Defensores (Villa Ramallo) / CL: Social (Ramallo).
- 1996: AP: Defensores (Villa Ramallo) / CL: Argentino Oeste.
- 1997: Atlético Paraná.
- 1998: AP: Defensores (Villa Ramallo) / CL: Somisa.
- 1999: AP: Fútbol San Nicolás / CL: Social (Ramallo).
- 2000: AP: Fútbol San Nicolás / CL: Defensores (Villa Ramallo).
- 2001: AP: Fútbol San Nicolás / CL: La Emilia.
- 2002: La Emilia.
- 2003: La Emilia.
- 2004: La Emilia.
- 2005: General Rojo.
- 2006: Defensores (Villa Ramallo).
- 2007: La Emilia.
- 2008: General Rojo.
- 2009: Defensores (Villa Ramallo).
- 2010: Defensores (Villa Ramallo).
- 2011: La Emilia.
- 2012: Defensores (Villa Ramallo).
- 2013: AP: General Rojo / CL: Regatas.
- 2014: AP: Defensores (Villa Ramallo) / CL: General Rojo.
- 2015: AP: Defensores (Villa Ramallo) / CL: Matienzo (Ramallo).
- 2016: AP: Belgrano (San Nicolás) / CL: Somisa.
- 2017: AP: Belgrano (San Nicolás) / CL: Social (Ramallo).
- 2018: AP: Social (Ramallo) / CL: Regatas.
- 2019: AP: Defensores (Villa Ramallo) / CL: Argentino Oeste.
- 2020: No se disputó.
- 2021: Defensores (Villa Ramallo).
- 2022: Atlético Paraná.
- 2023: AP: Social (Ramallo) / CL: General Rojo
- 2024: AP: Defensores (Villa Ramallo) / CL: Los Andes (Villa Ramallo)
- 2025: AP: Regatas / CL: Sin iniciar

## Palmarés por equipo
- Defensores (VR): 21
- La Emilia: 20
- Atlético Paraná: 12
- Social (Ramallo): 8
- Argentino Oeste: 8
- Teatro Municipal: 6
- Gral. Rojo: 5
- Lavalle: 4
- Regatas: 4
- Somisa: 3
- Fútbol San Nicolás: 3
- Belgrano: 2
- Independiente (VR): 2
- Cabotaje: 2
- 12 de Octubre: 1
- Conesa: 1
- Estudiantes (VC): 1
- Sportivo Nicoleño: 1
- El Fortín: 1
- Protto Hnos.: 1
- UOM: 1
- Matienzo (Ramallo): 1
- Los Andes (VR): 1

## Jugadores destacados
- Enrique Omar "Chiquín" Sívori[3]
- Patricio Hernández
- Carlos Alberto Machado[4]
- Eduardo Nicolás Tuzzio
- Leonardo Neorén Franco
- Andrés Guglielminpietro
- Vicente Rubén Principiano
- Javier Yacuzzi
- David Ramírez
- Franco Olego
- Luis Esteban Szittyay
- Rubén Acevedo
- Nelson David Vivas
- Fernando Torrent
- Silvio Iuvale
- Juan Musso
- Santiago Biglieri
- Juan "Kuku" Varas